# Comitato Nobel

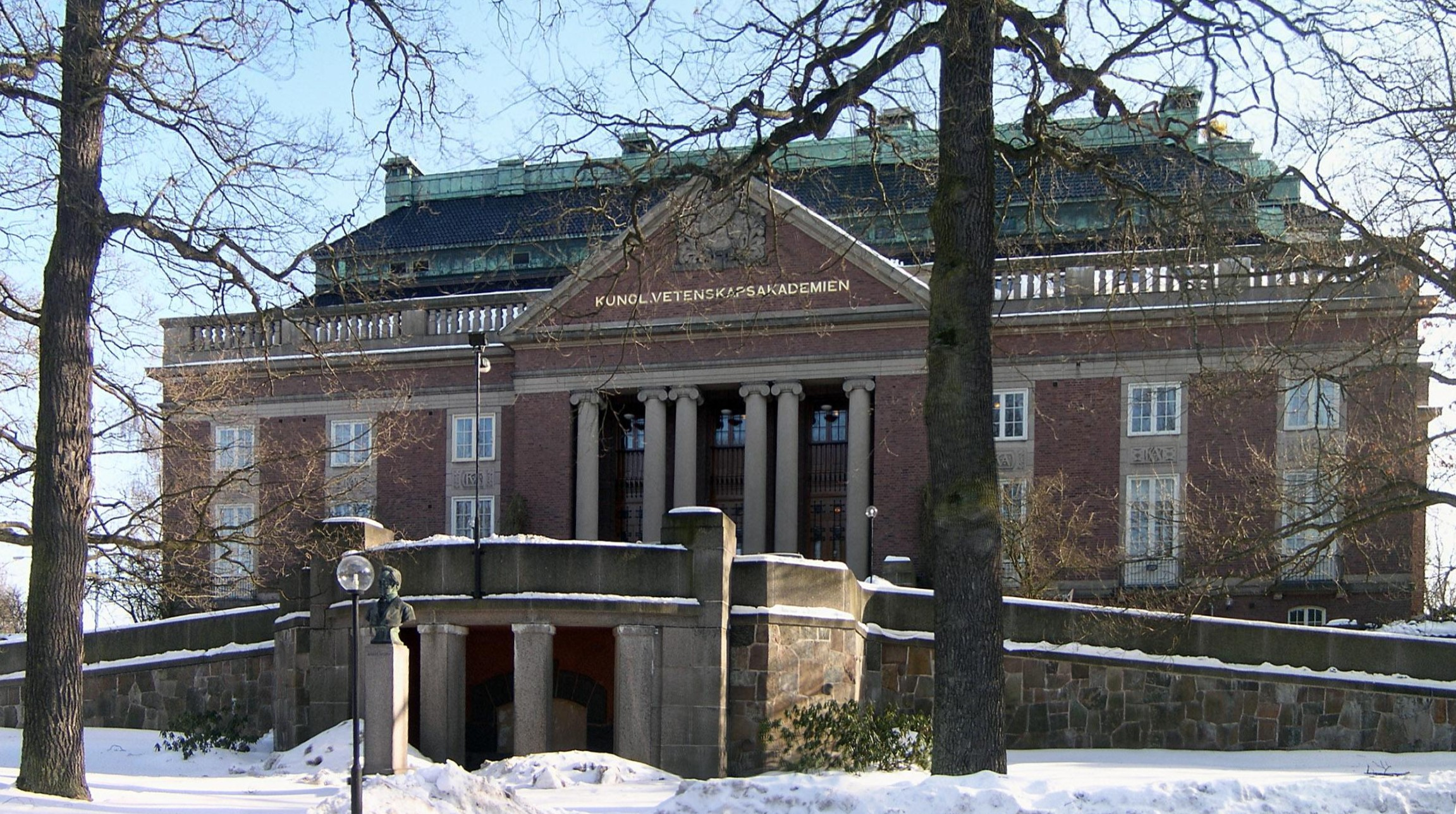
Due dei comitati Nobel, quelli per la fisica e per la chimica, come il Comitato del Premio per l'economia, si trovano presso l'Accademia reale svedese delle scienze.

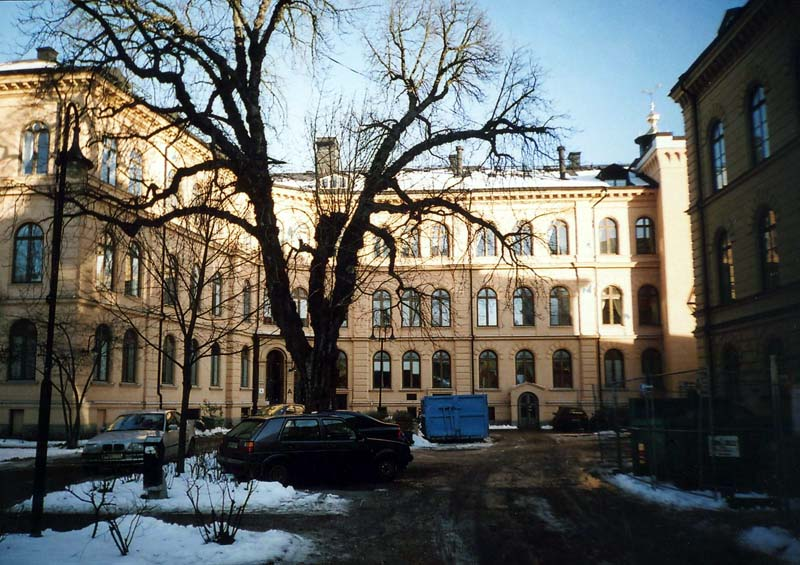
Il Comitato Nobel per la fisiologia o la medicina si trova presso l'Istituto Karolinska.

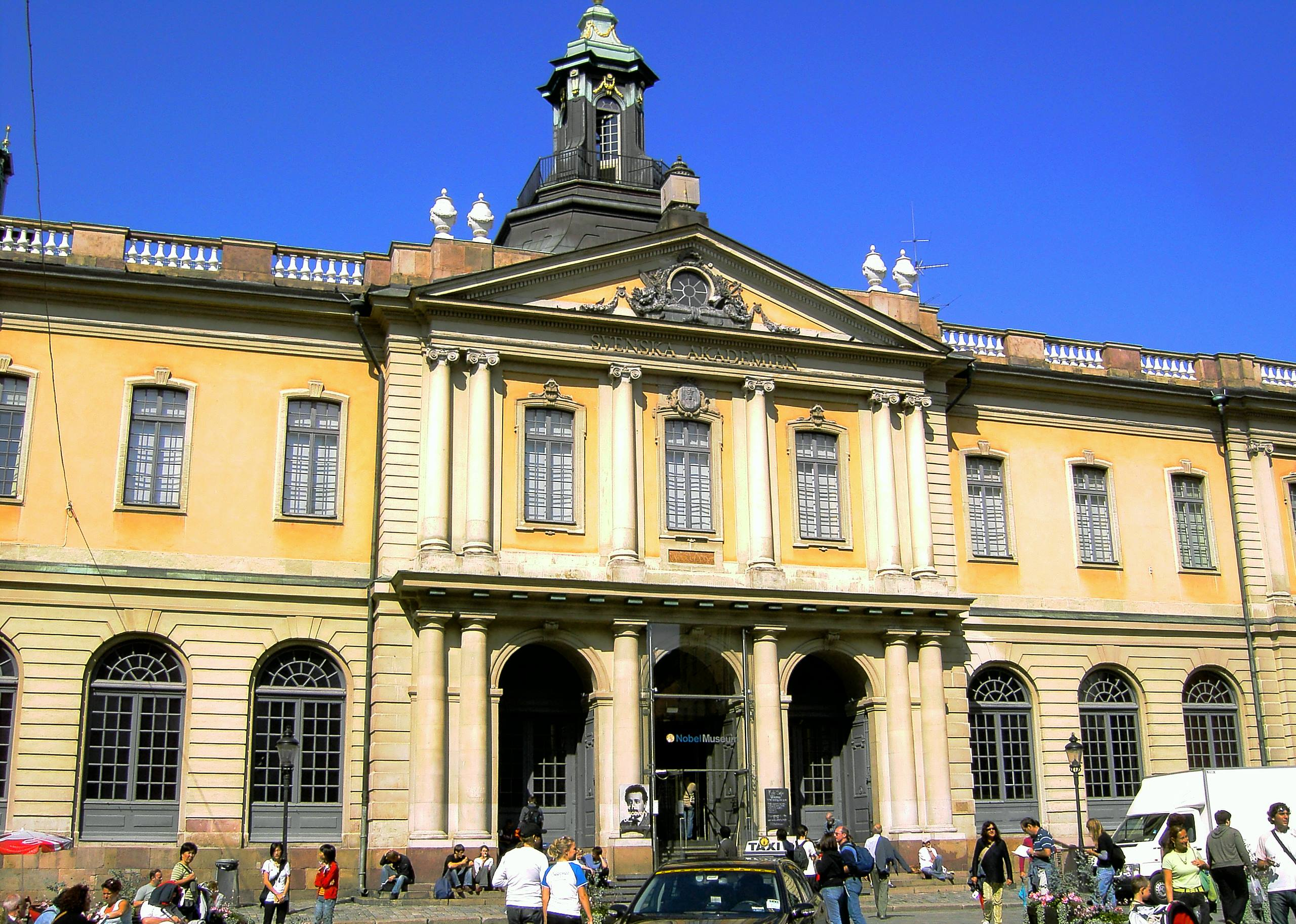
Il Comitato Nobel per la letteratura si trova presso l'Accademia svedese.

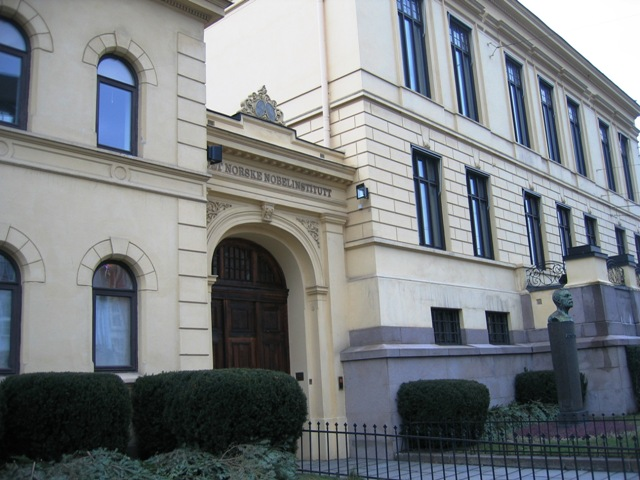
Comitato Nobel Norvegese, incaricato dallo Storting, è l'Istituto Norvegese Nobel

Un Comitato Nobel è un ente operativo responsabile del maggior lavoro riguardante la selezione dei premiandi con il Premio Nobel. Vi sono cinque comitati, uno per ogni premio Nobel.
Quattro di questi comitati (dedicati al Premio Nobel per la fisica, al Premio Nobel per la chimica, al Premio Nobel per la fisiologia o la medicina e al Premio Nobel per la letteratura) sono enti operativi all'interno delle loro istituzioni preposte ai premi, l'Accademia reale svedese delle scienze, l'Istituto Karolinska e l'Accademia svedese. Questi quattro comitati Nobel si limitano a proporre i singoli candidati, mentre la decisione viene presa in un'assemblea più ampia. Quest'assemblea è composta per intero da accademie per il premio per la fisica, la chimica, e la letteratura, come i 50 membri dell'Assemblea Nobel dell'Istituto Karolinska per il premio Nobel per la medicina.
Il quinto Comitato Nobel è il Comitato per il Nobel norvegese, responsabile del Premio Nobel per la pace. Questo comitato ha un diverso status, poiché esso è un ente al contempo operativo e decisionale per l'assegnazione del premio.